# Altenstadt (powiat Neu-Ulm)
Altenstadt – gmina targowa w Niemczech, w kraju związkowym Bawaria, w rejencji Szwabia, w regionie Donau-Iller, w powiecie Neu-Ulm, siedziba wspólnoty administracyjnej Altenstadt. Leży około 27 km na południe od Neu-Ulmu, nad rzeką Iller, przy autostradzie A7 i linii kolejowej Oberstdorf – Ulm.

## Polityka
Wójtem gminy jest Gustav Schlögel z SPD, rada gminy składa się z 16 osób.

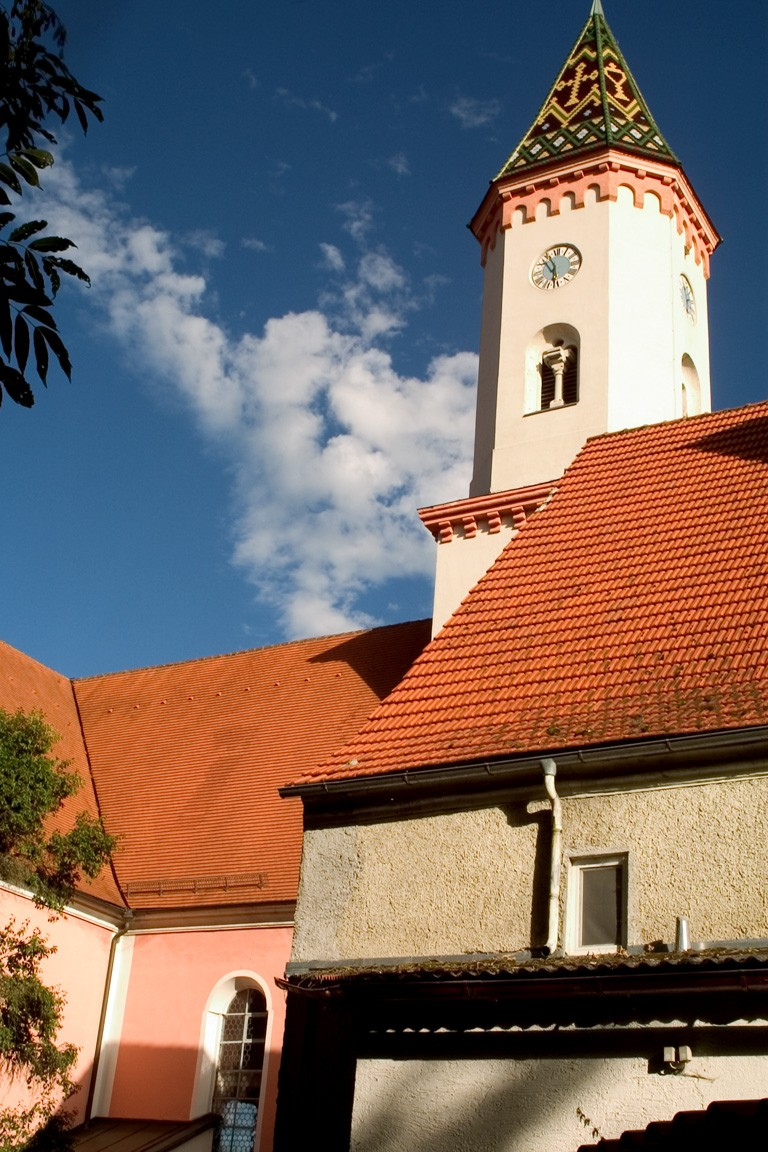
Kościół pw. Wniebowstąpienia NMP (Mariä Himmelfahrt)

|      | CSU | SPD/Bürgerblock | FWG | Razem |
| 2008 | 6   | 5               | 5   | 16    |
| 2002 | 6   | 4               | 6   | 16    |